# Leioproctus
Leioproctus este un gen din familia de albine Colletidae. Membrii săi sunt în principal întâlniți în Australia și zonele temperate din America de Sud și includ cele mai comune de albine native din Noua Zeelandă. Genul cuprinde următoarele specii:
- Leioproctus abdominalis (Smith, 1879)
- Leioproctus abdominis Michener, 1965
- Leioproctus abnormis (Cockerell, 1916)
- Leioproctus acaciae (Rayment, 1939)
- Leioproctus advena (Smith, 1862)
- Leioproctus albopilosus (Rayment, 1930)
- Leioproctus albovittatus (Cockerell, 1929)
- Leioproctus alienus (Smith, 1853)
- Leioproctus alismatis (Ducke, 1908)
- Leioproctus alleynae (Rayment, 1935)
- Leioproctus alloeopus Maynard, 1991
- Leioproctus amabilis (Smith, 1879)
- Leioproctus andinus (Herbst, 1923)
- Leioproctus antennatus (Smith, 1879)
- Leioproctus anthracinus Michener, 1989
- Leioproctus apicalis (Cockerell, 1921)
- Leioproctus argentifrons (Smith, 1879)
- Leioproctus arnauellus Michener, 1989
- Leioproctus arnaui (Moure, 1949)
- Leioproctus asper Maynard, 1997
- Leioproctus atacama Toro, 1970
- Leioproctus atronitens (Cockerell, 1914)
- Leioproctus aurescens (Cockerell, 1921)
- Leioproctus aurifrons (Smith, 1853)
- Leioproctus australiensis (Dalla Torre, 1896)
- Leioproctus bacchalis (Cockerell, 1914)
- Leioproctus baeckeae (Rayment, 1948)
- Leioproctus basirufus (Schrottky, 1920)
- Leioproctus bathycyaneus Toro, 1973
- Leioproctus bicellularis (Ducke, 1910)
- Leioproctus bicristatus (Cockerell, 1929)
- Leioproctus bigamicus (Strand, 1910)
- Leioproctus bimaculatus (Smith, 1879)
- Leioproctus bipectinatus (Smith, 1856)
- Leioproctus boltoni Cockerell, 1904
- Leioproctus boroniae (Cockerell, 1921)
- Leioproctus brunerii (Ashmead, 1899)
- Leioproctus caeruleotinctus (Cockerell, 1905)
- Leioproctus caerulescens (Cockerell, 1929)
- Leioproctus caerulescens (Spinola, 1851)
- Leioproctus calcaratus Michener, 1965
- Leioproctus callurus (Cockerell, 1914)
- Leioproctus canutus Houston, 1990
- Leioproctus capillatus (Rayment, 1935)
- Leioproctus capito Houston, 1990
- Leioproctus cardaleae Maynard, 1997
- Leioproctus carinatifrons (Cockerell, 1929)
- Leioproctus carinatulus (Cockerell, 1905)
- Leioproctus carinatus (Smith, 1853)
- Leioproctus castaneipes (Cockerell, 1914)
- Leioproctus cearensis (Ducke, 1908)
- Leioproctus chalcurus (Cockerell, 1921)
- Leioproctus chalybeatus (Erichson, 1841)
- Leioproctus chrysostomus (Cockerell, 1917)
- Leioproctus cinereus (Smith, 1853)
- Leioproctus clarki (Cockerell, 1929)
- Leioproctus clarus (Rayment, 1935)
- Leioproctus clypeatus (Cockerell, 1916)
- Leioproctus colletellus (Cockerell, 1905)
- Leioproctus coloratipes (Cockerell, 1933)
- Leioproctus confusus Cockerell, 1904
- Leioproctus conospermi Houston, 1989
- Leioproctus contrarius Michener, 1965
- Leioproctus crassipunctatus (Urban, 1995)
- Leioproctus crenulatus Michener, 1965
- Leioproctus cristariae (Jörgensen, 1912)
- Leioproctus cristatus (Smith, 1853)
- Leioproctus cupreus (Smith, 1853)
- Leioproctus cyaneorufus (Cockerell, 1930)
- Leioproctus cyanescens (Cockerell, 1929)
- Leioproctus cyaneus (Cockerell, 1915)
- Leioproctus cyanurus (Cockerell, 1914)
- Leioproctus cygnellus (Cockerell, 1905)
- Leioproctus davisi Maynard, 1994
- Leioproctus decoloratus (Ducke, 1908)
- Leioproctus delahozii Toro, 1973
- Leioproctus deltivagus (Ogloblin, 1948)
- Leioproctus dentatus (Rayment, 1931)
- Leioproctus dentiger (Cockerell, 1910)
- Leioproctus diodontus (Cockerell, 1929)
- Leioproctus dolosus Michener, 1965
- Leioproctus douglasiellus Michener, 1965
- Leioproctus duplex Michener, 1989
- Leioproctus echinodori (Melo, 1996)
- Leioproctus elegans Smith, 1853
- Leioproctus eraduensis (Cockerell, 1929)
- Leioproctus eremites Houston, 1990
- Leioproctus eremitulus Houston, 1990
- Leioproctus erithrogaster Toro, 1970
- Leioproctus erythropyga Maynard, 1997
- Leioproctus eucalypti (Cockerell, 1916)
- Leioproctus eugeniarum (Cockerell, 1912)
- Leioproctus eulonchopriodes Michener, 1989
- Leioproctus euphenax (Cockerell, 1913)
- Leioproctus excubitor Houston, 1991
- Leioproctus facialis (Cockerell, 1921)
- Leioproctus fallax (Cockerell, 1921)
- Leioproctus fasciatus (Schrottky, 1920)
- Leioproctus fazii (Herbst, 1923)
- Leioproctus ferrisi (Rayment, 1935)
- Leioproctus ferrugineus (Moure, 1954)
- Leioproctus festivus (Cockerell, 1929)
- Leioproctus fiebrigi (Brèthes, 1909)
- Leioproctus filamentosus (Rayment, 1959)
- Leioproctus fimbriatinus (Cockerell, 1910)
- Leioproctus fimbriatus Smith, 1879
- Leioproctus finkei Michener, 1965
- Leioproctus flavicornis (Spinola, 1851)
- Leioproctus flavitarsus Toro, 1973
- Leioproctus flavomaculatus (Cockerell, 1905)
- Leioproctus flavorufus (Cockerell, 1905)
- Leioproctus floccosus Maynard, 1992
- Leioproctus franki (Friese, 1908)
- Leioproctus frankiellus Michener, 1965
- Leioproctus frenchi (Cockerell, 1929)
- Leioproctus friesei (Jörgensen, 1912)
- Leioproctus friesellus Michener, 1965
- Leioproctus fucosus Michener, 1989
- Leioproctus fulvescens (Smith, 1876)
- Leioproctus fulvoniger Michener, 1989
- Leioproctus fulvus (Moure & Urban, 1995)
- Leioproctus fulvus (Smith, 1879)
- Leioproctus gallipes (Cockerell, 1913)
- Leioproctus guaritarus (Urban, 1995)
- Leioproctus hackeri (Cockerell, 1918)
- Leioproctus halictiformis (Smith, 1879)
- Leioproctus hamatus Maynard, 1994
- Leioproctus hardyi (Cockerell, 1929)
- Leioproctus helichrysi (Cockerell, 1918)
- Leioproctus helmsi (Cockerell, 1929)
- Leioproctus herrerae Toro, 1968
- Leioproctus heterodoxus (Cockerell, 1916)
- Leioproctus hillieri (Cockerell, 1914)
- Leioproctus hirtipes (Smith, 1878)
- Leioproctus hobartensis (Cockerell, 1906)
- Leioproctus huakiwi Donovan, 2007
- Leioproctus hudsoni (Cockerell, 1925)
- Leioproctus humerosus (Smith, 1879)
- Leioproctus ibanezii (Ruiz, 1944)
- Leioproctus ibex (Cockerell, 1914)
- Leioproctus ichneumonoides (Cockerell, 1906)
- Leioproctus idiotropoptera Packer, 2006
- Leioproctus ignicolor Maynard, 1992
- Leioproctus iheringi (Schrottky, 1910)
- Leioproctus illawarraensis (Rayment, 1954)
- Leioproctus imitator (Rayment, 1959)
- Leioproctus imitatus Smith, 1853
- Leioproctus impatellatus Michener, 1965
- Leioproctus incanescens (Cockerell, 1913)
- Leioproctus incomptus (Cockerell, 1921)
- Leioproctus inconspicuus Michener, 1989
- Leioproctus insularis (Cockerell, 1913)
- Leioproctus irroratus (Smith, 1853)
- Leioproctus isabelae (Urban, 1995)
- Leioproctus jenseni (Friese, 1906)
- Leioproctus joergenseni (Friese, 1908)
- Leioproctus kalen Toro, 2000
- Leioproctus kanapuu Donovan, 2007
- Leioproctus keehua Donovan, 2007
- Leioproctus kumarina Houston, 1990
- Leioproctus labratus (Melo, 1996)
- Leioproctus lanceolatus Houston, 1990
- Leioproctus lanhami Michener, 1965
- Leioproctus laticeps (Friese, 1906)
- Leioproctus launcestonensis (Cockerell, 1914)
- Leioproctus leaena (Vachal, 1909)
- Leioproctus leai (Cockerell, 1913)
- Leioproctus leucostomus (Cockerell, 1917)
- Leioproctus longipalpus Houston, 1990
- Leioproctus longipes (Jörgensen, 1912)
- Leioproctus lucanus Houston, 1990
- Leioproctus lucidicinctus Houston, 1990
- Leioproctus lucidulus (Cockerell, 1933)
- Leioproctus macmillani Houston, 1991
- Leioproctus macrodontus (Rayment, 1935)
- Leioproctus maculatus (Rayment, 1930)
- Leioproctus malpighiacearum (Ducke, 1907)
- Leioproctus maorium (Cockerell, 1913)
- Leioproctus maritimus (Cockerell, 1936)
- Leioproctus mas Michener, 1965
- Leioproctus mastersi (Cockerell, 1929)
- Leioproctus megachalceus (Cockerell, 1913)
- Leioproctus megachalcoides Michener, 1965
- Leioproctus megadontus (Cockerell, 1913)
- Leioproctus melanocyaneus Toro, 1973
- Leioproctus melanoproctus Michener, 1965
- Leioproctus melanurus (Cockerell, 1917)
- Leioproctus melbournensis (Cockerell, 1910)
- Leioproctus metallescens (Cockerell, 1914)
- Leioproctus metallicus (Smith, 1853)
- Leioproctus microdontus (Cockerell, 1929)
- Leioproctus microsomus Michener, 1965
- Leioproctus mimulus (Cockerell, 1910)
- Leioproctus minimus Michener, 1965
- Leioproctus minor (Moure & Urban, 1995)
- Leioproctus minutus (Cockerell, 1916)
- Leioproctus missionica (Ogloblin, 1948)
- Leioproctus moerens (Vachal, 1909)
- Leioproctus moniliformis (Cockerell, 1916)
- Leioproctus monticola (Cockerell, 1925)
- Leioproctus morsus (Cockerell, 1907)
- Leioproctus mourei Toro, 1968
- Leioproctus mourellus Michener, 1989
- Leioproctus nanus (Smith, 1879)
- Leioproctus nasutus Houston, 1990
- Leioproctus neotropicus (Friese, 1908)
- Leioproctus nicholsoni (Cockerell, 1929)
- Leioproctus nigrescens (Cockerell, 1929)
- Leioproctus nigriceps (Friese, 1916)
- Leioproctus nigrifrons Michener, 1965
- Leioproctus nigritulus (Cockerell, 1916)
- Leioproctus nigroclypeatus (Cockerell, 1910)
- Leioproctus nigrofulvus (Cockerell, 1914)
- Leioproctus nigropurpureus (Rayment, 1935)
- Leioproctus nitidior (Moure, 1956)
- Leioproctus nitidulus (Cockerell, 1916)
- Leioproctus nomadiformis (Cockerell, 1921)
- Leioproctus nomiaeformis (Cockerell, 1930)
- Leioproctus nunui Donovan, 2007
- Leioproctus obscuripennis (Cockerell, 1905)
- Leioproctus obscurus (Smith, 1853)
- Leioproctus opacior (Cockerell, 1936)
- Leioproctus opaculus (Cockerell, 1929)
- Leioproctus orientalis (Vachal, 1904)
- Leioproctus ornatissimus (Cockerell, 1916)
- Leioproctus otautahi Donovan, 2007
- Leioproctus paahaumaa Donovan, 2007
- Leioproctus pachyodontus (Cockerell, 1915)
- Leioproctus pacificus Michener, 1965
- Leioproctus pallidicinctus (Rayment, 1953)
- Leioproctus pallidus (Moure & Urban, 1995)
- Leioproctus pallidus (Cockerell, 1915)
- Leioproctus palpalis (Ducke, 1908)
- Leioproctus pampeanus (Urban, 1995)
- Leioproctus pango Donovan, 2007
- Leioproctus pappus Houston, 1989
- Leioproctus paraguayensis (Schrottky, 1907)
- Leioproctus pavonellus (Cockerell, 1929)
- Leioproctus pekanui Donovan, 2007
- Leioproctus penai Toro, 1970
- Leioproctus perezi Toro, 1970
- Leioproctus perfasciatus (Cockerell, 1906)
- Leioproctus perminutus (Cockerell, 1929)
- Leioproctus perpolitus (Cockerell, 1916)
- Leioproctus persooniae (Rayment, 1950)
- Leioproctus peruvianus (Cockerell, 1926)
- Leioproctus phanerodontus (Cockerell, 1929)
- Leioproctus pharcidodes (Moure, 1954)
- Leioproctus phillipensis (Rayment, 1953)
- Leioproctus philonesus (Cockerell, 1929)
- Leioproctus platycephalus (Cockerell, 1912)
- Leioproctus plaumanni Michener, 1989
- Leioproctus plautus Maynard, 1991
- Leioproctus plebeius (Cockerell, 1921)
- Leioproctus plumosellus (Cockerell, 1905)
- Leioproctus plumosus (Smith, 1853)
- Leioproctus prolatus Maynard, 1994
- Leioproctus providellus (Cockerell, 1905)
- Leioproctus providus (Smith, 1879)
- Leioproctus proximus (Rayment, 1935)
- Leioproctus pruinosus Michener, 1989
- Leioproctus pseudozonatus (Moure, 1954)
- Leioproctus punctatus (Smith, 1853)
- Leioproctus purpurascens (Cockerell, 1914)
- Leioproctus purpureus (Smith, 1853)
- Leioproctus pusillus (Cockerell, 1929)
- Leioproctus raymenti Michener, 1965
- Leioproctus rectangulatus (Cockerell, 1910)
- Leioproctus recusus (Cockerell, 1921)
- Leioproctus regalis (Cockerell, 1921)
- Leioproctus rejectus (Cockerell, 1905)
- Leioproctus rhodopus (Cockerell, 1914)
- Leioproctus rhodurus Michener, 1965
- Leioproctus roseoviridis (Cockerell, 1905)
- Leioproctus rubellus (Smith, 1862)
- Leioproctus ruber Toro, 1970
- Leioproctus rubiginosus (Dalla Torre, 1896)
- Leioproctus rubriventris (Friese, 1909)
- Leioproctus rudis (Cockerell, 1906)
- Leioproctus rudissimus (Cockerell, 1929)
- Leioproctus ruficaudus Michener, 1965
- Leioproctus ruficornis (Smith, 1879)
- Leioproctus rufipennis (Cockerell, 1917)
- Leioproctus rufipes (Cockerell, 1929)
- Leioproctus rufiventris (Spinola, 1851)
- Leioproctus rufoaeneus (Friese, 1924)
- Leioproctus rugatus (Urban, 1995)
- Leioproctus saltensis (Friese, 1908)
- Leioproctus scitulus (Cockerell, 1921)
- Leioproctus semicyaneus (Spinola, 1851)
- Leioproctus semilautus (Cockerell, 1905)
- Leioproctus semilucens (Cockerell, 1929)
- Leioproctus semipurpureus (Cockerell, 1905)
- Leioproctus semiviridis (Cockerell, 1930)
- Leioproctus sexmaculatus (Cockerell, 1914)
- Leioproctus seydi (Strand, 1910)
- Leioproctus sigillatus (Cockerell, 1914)
- Leioproctus similior Michener, 1965
- Leioproctus simillimus (Smith, 1879)
- Leioproctus simplicicrus Michener, 1989
- Leioproctus simulator Michener, 1965
- Leioproctus singularis (Rayment, 1935)
- Leioproctus spathigerus Michener, 1989
- Leioproctus speculiferus (Cockerell, 1921)
- Leioproctus spegazzini (Jörgensen, 1912)
- Leioproctus stewarti (Rayment, 1947)
- Leioproctus stictus (Moure, 1954)
- Leioproctus stilborhinus (Moure, 1954)
- Leioproctus striatulus (Rayment, 1959)
- Leioproctus subdentatus (Rayment, 1931)
- Leioproctus subdolus (Cockerell, 1913)
- Leioproctus subminutus (Rayment, 1934)
- Leioproctus subpunctatus (Rayment, 1935)
- Leioproctus subvigilans (Cockerell, 1914)
- Leioproctus subviridis (Cockerell, 1915)
- Leioproctus tarsalis (Rayment, 1959)
- Leioproctus thornleighensis (Cockerell, 1906)
- Leioproctus tomentosus Houston, 1989
- Leioproctus tristis (Spinola, 1851)
- Leioproctus tropicalis (Cockerell, 1929)
- Leioproctus truncatulus (Cockerell, 1913)
- Leioproctus tuberculatus (Cockerell, 1913)
- Leioproctus unguidentatus Michener, 1965
- Leioproctus velutinellus Michener, 1965
- Leioproctus ventralis (Friese, 1924)
- Leioproctus versicolor (Smith, 1853)
- Leioproctus vestitus (Smith, 1876)
- Leioproctus vigilans Smith, 1879
- Leioproctus viridescens (Cockerell, 1929)
- Leioproctus viridibasis (Cockerell, 1936)
- Leioproctus viridicinctus (Cockerell, 1905)
- Leioproctus vitifrons (Smith, 1879)
- Leioproctus wagenknechti Toro, 1970
- Leioproctus wagneri (Vachal, 1909)
- Leioproctus wahlenbergiae Michener, 1965
- Leioproctus waipounamu Donovan, 2007
- Leioproctus waterhousei (Cockerell, 1905)
- Leioproctus wilsoni (Rayment, 1930)
- Leioproctus worsfoldi (Cockerell, 1906)
- Leioproctus xanthosus Maynard, 1993
- Leioproctus xanthozoster Maynard, 1997
- Leioproctus zonatus (Moure, 1956)